# Fort de Malonne
Le fort de Malonne est un des neuf forts composant la position fortifiée de Namur établie à la fin du XIXe siècle en Belgique.
Ce fort fut construit de 1888 à 1892 selon les plans du général Brialmont.
Contrairement aux forts français construits à la même époque par Séré de Rivières, ce fort était en béton non-armé, nouveau matériau pour l'époque, au lieu de maçonnerie. Lors de la bataille de Namur, le 24 août 1914 à 8h, le fort qui n'a subi aucun bombardement de la part de l'artillerie allemande est abandonné par sa garnison et se rend à une patrouille. Le fort de Malonne est remis à niveau en 1930 dans l'espoir de prévenir ou ralentir une, alors hypothétique, attaque allemande. En 1940, il subit d'intenses bombardements et est capturé le 21 mai. Depuis 1991, le fort forme une réserve naturelle destinée à la protection des chauves-souris.

## Description
Le fort de Malonne est situé à 4,5 km au sud-ouest du centre de Namur. Il est de forme quadrangulaire comme celui de Maizeret et entouré de fossés profonds de 6 mètres et larges de 8. Ces fossés sont défendus en enfilade par des canons de 57 mm rassemblés dans des casemates situées dans la contrescarpe. L'armement principal était concentré sur le massif central, étroitement rassemblé sous un épais béton.
Les forts belges faisant peu de provisions par rapport aux besoins quotidiens d'une garnison en temps de guerre et les latrines, douches, cuisines et morgue se retrouvant dans la contrescarpe, les rendaient intenables pendant des combats. Cela aura des conséquences importantes sur la capacité des forts à résister à un assaut de longue durée. La zone de service était placée en face des baraquements qui donnaient sur le fossé à l'arrière du fort (en direction de Namur) et qui bénéficiaient d'une protection moindre que le front ou les saillants.

## Armement
L'armement du fort de Malonne incluait une tourelle rotative avec un canon de 21 cm, une tourelle avec deux canons de 15 cm et deux tourelles avec un canon de 12 cm pour l'attaque à longue distance. Il y avait aussi 3 tourelles rétractables équipées de canons de 57 mm pour la défense rapprochée. Six canons de 57 mm à cadence rapide ainsi que 2 canons mobiles équipaient les casemates pour la défense des fossés et de la poterne,.
Le fort possédait également une tourelle d'éclairage.
L'artillerie lourde du fort était de fabrication allemande (Krupp) alors que les mécanismes des tourelles étaient d'origines diverses. La communication entre les forts voisins se faisait au moyen de signaux lumineux. Les canons utilisaient la poudre noire, ce qui produisait des gaz asphyxiant dans les espaces confinés et qui se propageaient dans le fort.

## Première Guerre mondiale
Le fort se rend le 24 août, abandonné par sa garnison.

## Position fortifiée de Namur
L'armement du fort fut amélioré en 1930 dans le but de dissuader une éventuelle incursion allemande. Les tourelles de 21 cm furent remplacées par des tourelles de 15 cm à longue portée. Les anciennes tourelles de 15 cm furent quant à elles remplacées par des tourelles avec mitrailleuse et lance-grenade et les tourelles de 12 cm par des tourelles comportant 2 canons de 105 mm. La protection fut substantiellement améliorée ainsi que la ventilation, les commodités et la communication notamment par l'installation de l'électricité.

## Seconde Guerre mondiale
En 1940, durant la bataille de France, le fort était commandé par le Capitaine-commandant Demaret. Le fort se rendit le 21 mai 1940 après avoir épuisé toutes ses capacités de riposte. Avant de se rendre, la garnison sabota tout l'armement resté intact. La reddition du fort fut acceptée par les Allemands avec les honneurs militaires.

## Aujourd'hui
Le site du fort est une réserve naturelle, administré par le Service Public de Wallonie - Département de la Nature et des Forêts . Depuis 1991, l'accès est interdit au public pour devenir une zone d'habitat protégé pour les chauves-souris - Voir aussi le site de la biodiversité en Wallonie.